# Bachhaupten
Bachhaupten ist ein Teilort Tafertsweilers, eine von acht Ortschaften der baden-württembergischen Gemeinde Ostrach im Landkreis Sigmaringen.

## Geographie

### Geographische Lage
Der Teilort Bachhaupten liegt auf einer Höhe von 634 m ü. NHN, 4,9 Kilometer nordöstlich der Ortsmitte Ostrachs, zwischen Tafertsweiler im Südwesten, Eschendorf im Nordwesten, Wirnsweiler im Südosten und dem Brühl (656,8 m ü. NHN) im Osten.

## Geschichte
Teile des Ostrachgaus waren Besitzung des letzten freiherrlichen Sprossen Bertold von Bachobiten (Bachhaupten), der als Mönch im Kloster Salem starb. Im Jahre 1175 erlangte Salem durch Testament, beziehungsweise Kauf, Bachhaupten, Tafertsweiler und Eschendorf. 1200 kamen mit Genehmigung der Grafen Konrad und Heinrich von Wartenberg die Besitzungen der Herren Haller zu Gunzenhausen an Salem. Somit bildeten die Orte Bachhaupten, Tafertsweiler, Eschendorf und Gunzenhausen das erste Salemische Amt im Ostrachgau – das Amt Bachhaupten.
1603 wurde das Amt Bachhaupten nach dem Marktflecken Ostrach verlegt und hieß Oberamt Ostrach. Der weltliche Oberamtmann saß nun in Ostrach, der geistliche Pfleger, ein Pater, blieb im Schloss zu Bachhaupten als Präfekt und Repräsentant des Reichsabtes von Salem.
Im 19. Jahrhundert schloss Bachhaupten mit Tafertsweiler, Eschendorf und Gunzenhausen einen selbständigen Gemeindeverband. 1806 gelangt das Dorf an Hohenzollern-Sigmaringen und mit diesem 1850 als Teil der Hohenzollernschen Lande an Preußen.
Im Zuge der Gebietsreform in Baden-Württemberg wurde die Gemeinde Tafertsweiler mit dem Ort Bachhaupten am 1. Oktober 1974 nach Ostrach eingemeindet.

## Kultur und Sehenswürdigkeiten

### Ortstafel
Seit 1984 steht an der Mühlbachstraße eine renovierte historische Ortstafel aus dem Jahre 1867. Bachhauptens gehörte zu der damaligen Zeit zum Oberamt und Meldeamt Sigmaringen sowie darüber zum Landwehrbezirk Coblenz.

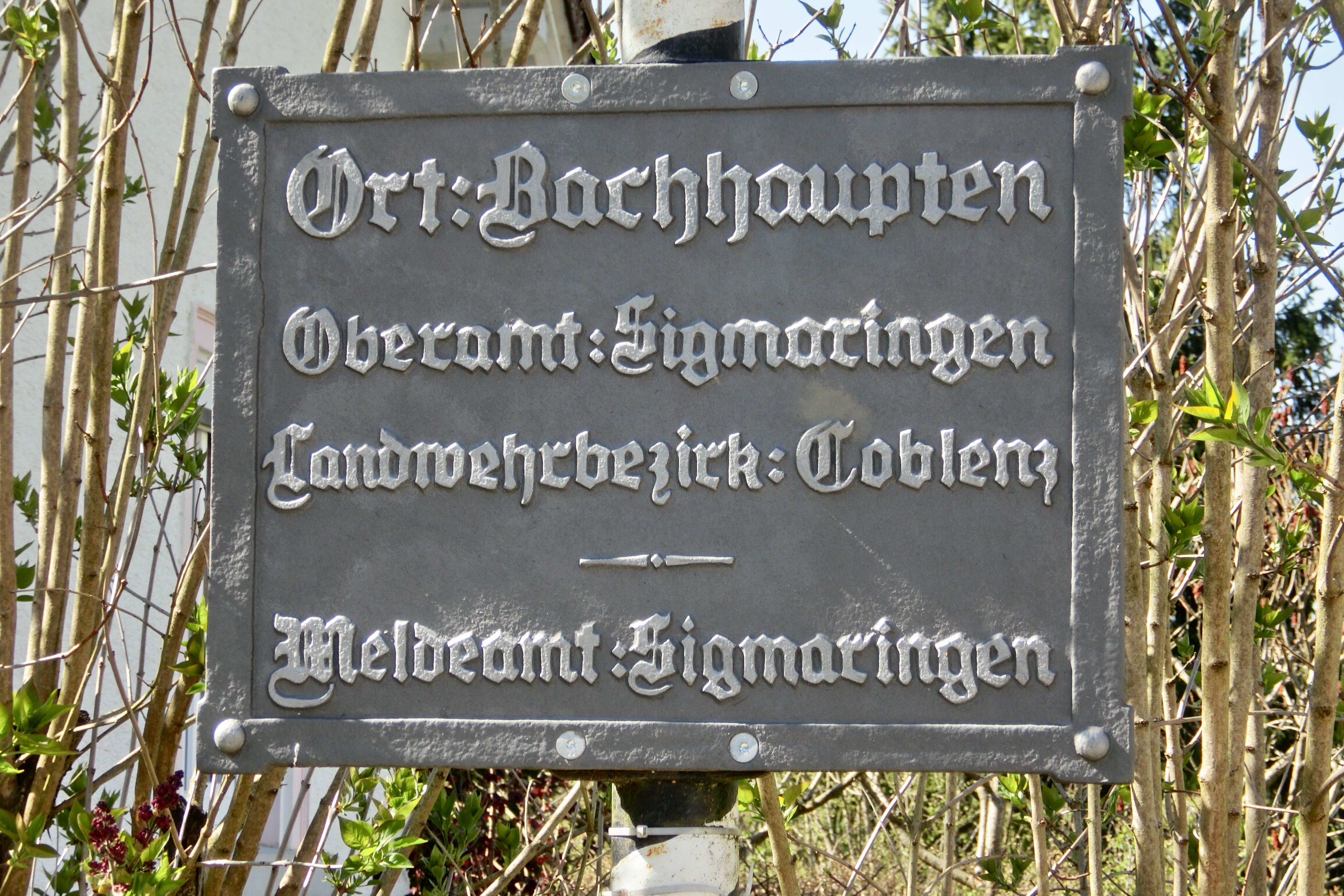
Historische Ortstafel
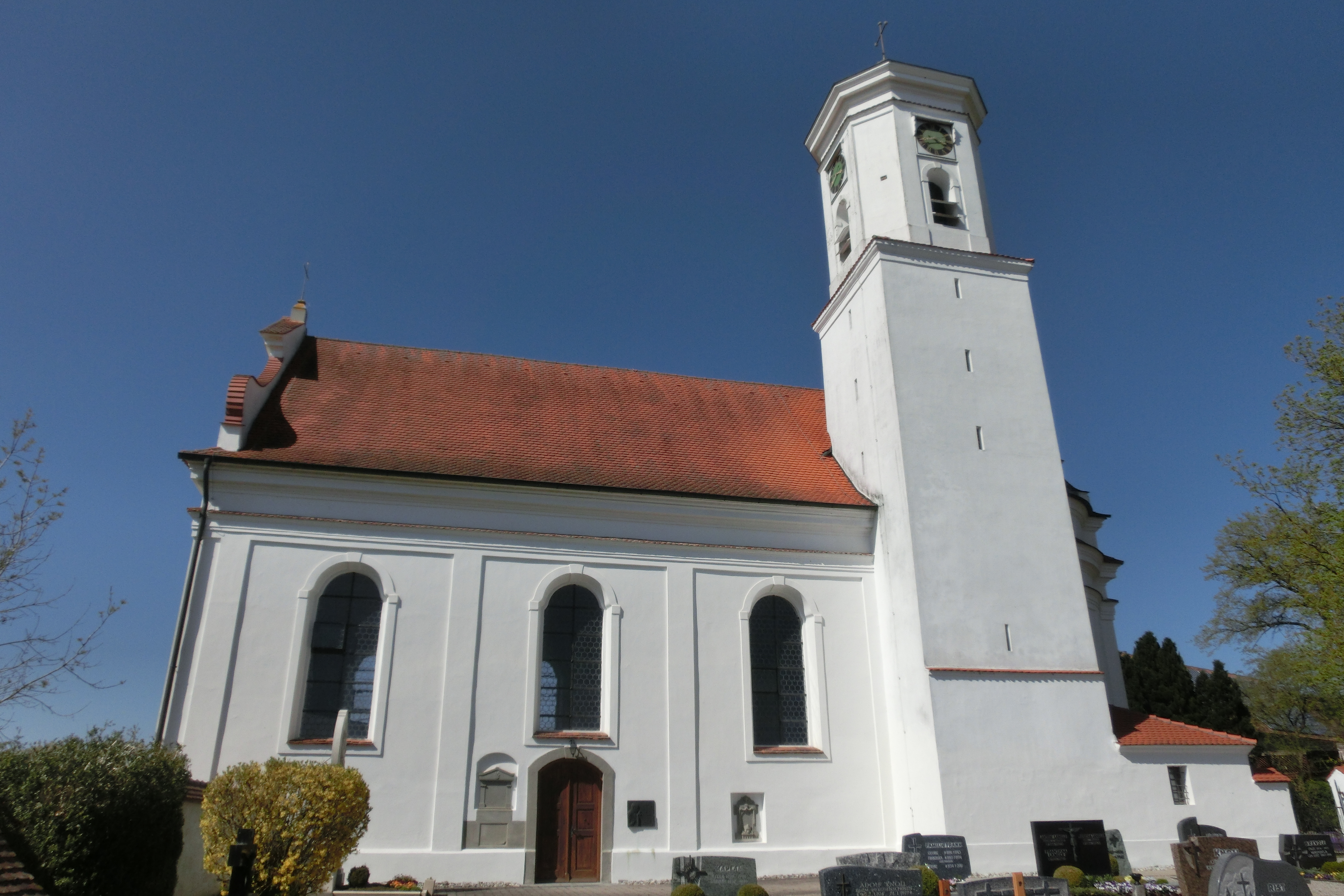
St. Michael
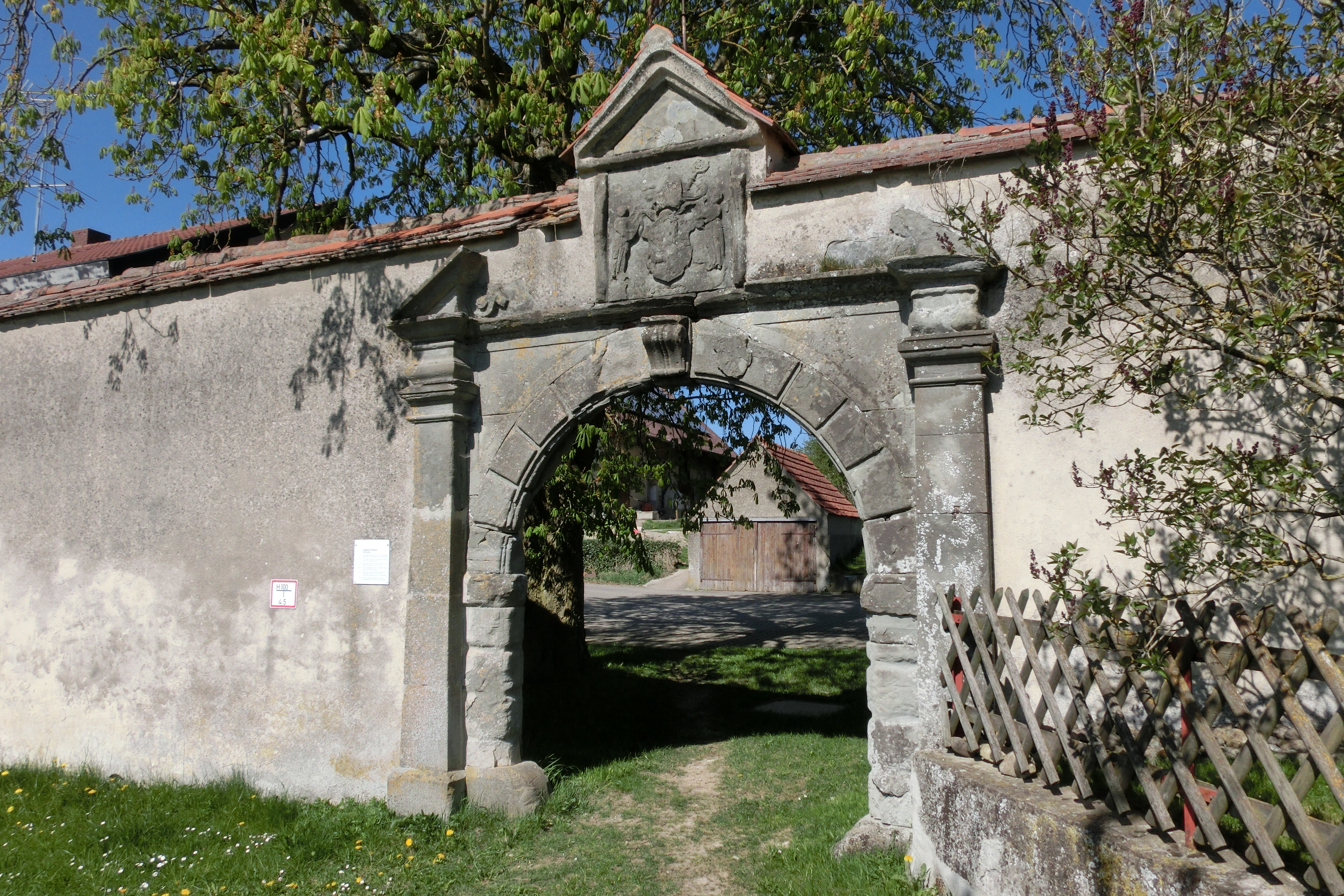
Portal der ehemaligen Klostermauer mit Salemer Wappen

### Bauwerke

#### St. Michaelis-Kirche
Die Sankt Michaels-Kirche wurde 1727/28 im Stil des Frührokoko unter Abt Constantinus von Salem (Konstantin Miller) von Baumeister Johann Georg Widemann aus Elchingen erbaut. Von der mittelalterlichen Vorgängerkirche blieb der Turmschaft stehen.

#### Salemer Pflegehof Bachhaupten
Im Jahr 1175 erwarb das Kloster Salem Besitzungen in Bachhaupten, die es durch Laienbrüder bewirtschaften ließ, und noch vor 1183 schenkte der Edelfreie Bertolf von Bachhaupten dem Kloster Kirche und Ort. Vom 13. Jahrhundert bis 1705 war hier der klösterliche Amtssitz, die Verwaltungsstelle für die Salemer Besitzungen rechts der Ostrach. Um 1700 wurden das Pflegehofgebäude und die Klostermauer gebaut. 1803 erfolgte die Aufhebung des Klosters Salem, Bachhaupten fiel an den Fürsten von Thurn und Taxis, der Hof ging in Privatbesitz über. 1972 wurden Hof und Mauer abgerissen; ein Teil der Mauer mit Portal ist heute noch oberhalb der Kirche, am Ende der Straße Klosterhof zu sehen.

## Wirtschaft und Infrastruktur

### Bürgerbus

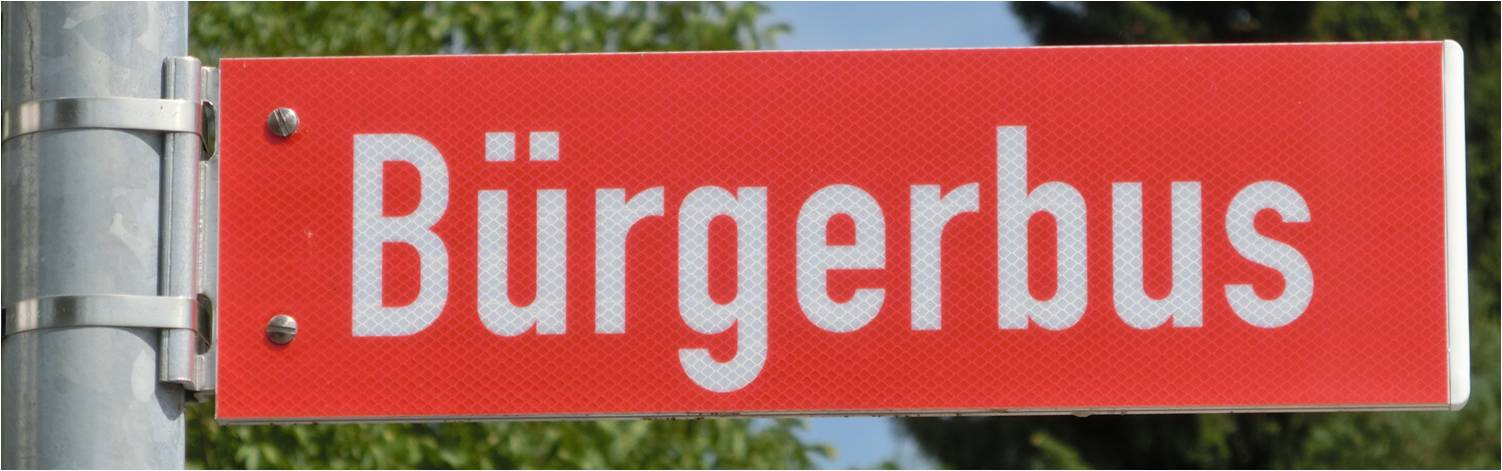
Haltestelle „Bürgerbus“

Der Ostracher Bürgerbus ergänzt den öffentlichen Nahverkehr und verbessert unter anderem die Mobilität von Menschen mit Behinderungen. An drei Tagen in der Woche fährt der Bus nach einem festen Plan zwischen der Ostracher Ortsmitte und Tafertsweiler, Eschendorf, Bachhaupten sowie Wirnsweiler.

Der Bürgerbus wird von der Gemeinde Ostrach finanziert und vom Bürgerbus-Verein sowie ehrenamtlichen Fahrern und Helfern betrieben.

## Persönlichkeiten

### Söhne und Töchter des Ortes
- Balthasar Puolamer (1615–1681), geboren in Bachhaupten, neunzehnter Abt der Reichsabtei Ochsenhausen
- Reinhold Frank (1896–1945), geboren in Bachhaupten, Rechtsanwalt, Widerstandskämpfer gegen den Nationalsozialismus, hingerichtet nach dem gescheiterten Hitler-Attentat vom 20. Juli 1944